# Палацик Санґушків (Варшава)
Пала́цик Санґу́шків — родинний палац Санґушків, що знаходиться за адресою вулиця Новий Світ 51 у Варшаві, Польща.
Його будівництво розпочато ймовірно після 1750 року. Збудований для кухмістра коронного Адама Лодзі Поніньського серед одноповерхового оточення. Спершу будинок був двоповерховим з мансардою виконаний у стилі рококо. Дещо дивним виглядає розташування кам'яниці, що знаходилася поза межами тодішнього «центру» Нового Світу. З-перед 1784 року будинок перейшов у власність волинського воєводи, князя Ієроніма Санґушка. У 1920-х роках його замешкував воєвода, князь Максимільян Яблоновський.
Наприкінці 19 століття відбулася реконструкція кам'яниці, головний фасасд позбувся рококових прикрас. У 1902 році в будинку відкрилася оформлена у стилі Людвіка XVI цукерня «Лувр», приміщення якої в міжвоєнні часи займала філія Західного банку.
В часі Варшавського повстання будинок був повністю знищений. У 1950 заново відбудований у пізньобарокковому стилі під керівництвом Зигмунта Стенпіньського.